# Вільям Маккей
Вільям Джозеф Маккей (англ. William Joseph Mackey) — канадський єзуїтський священик, творець сучасної системи освіти в Бутані, у тому числі першої вищої школи (коледж Шерубце).

## Ранні роки
Маккей приєднався до єзуїтів в 1932 році, а в 1945 році був рукоположений. У 1946 році він виїхав з Канади в єзуїтську місію в Дарджилінг, Індія. Маккей прослужив там 17 років, протягом яких брав участь у багатьох освітніх програмах і був директором двох шкіл. Однак він став непопулярним у місцевої влади і в 1963 році йому наказали залишити країну.
Коли король Бутана Джігме Дорджі Вангчук дізнався про негайну висилку отця Маккея з Індії, він запросив священика стати педагогом в Бутані в рамках програми модернізації країни. Маккей прийняв пропозицію. Як попереджувальний захід він видалив всі свої зуби, бо знав, що не зможе отримати доступ до сучасної стоматології.

## Життя в Бутані
Маккей прибув до Бутану в жовтні 1963 року. Єзуїти стали першою офіційною римо-католицькою місією в Бутані. Протягом наступних трьох десятиліть Маккей не міг навертати бутанських громадян у християнство, оскільки це було заборонено бутанськими законами.
Свою першу школу він заснував в Трашигангу, вона розташовувалась в покинутому корівнику і в ній навчалося 7 учнів.
У 1973 році Маккей був нагороджений Королівським орденом Бутану (Druk Thuksey) за заслуги у розвитку освіти в Бутані. У 1985 році він став почесним громадянином Бутану, а коли в 1988 році єзуїтський орден був вигнаний з Бутану, отцю Маккею дозволили залишитися в країні.
Після його смерті в 1995 році його некролог на Національному радіо Бутану тривав протягом 15 хвилин. Незважаючи на його побажання бути похованим у Бутані, єзуїти зажадали його тіло, щоб поховати на своєму кладовищі.